# Ludwik Turko
Ludwik Turko (ur. 17 lutego 1944 w Akmolińsku) – polski fizyk, polityk i nauczyciel akademicki, profesor nauk fizycznych, poseł na Sejm I i II kadencji, sędzia Trybunału Stanu (1997–2001).

## Życiorys
W 1951 ukończył I Liceum Ogólnokształcące im. Mikołaja Kopernika w Łodzi, a w 1966 studia na Wydziale Matematyki, Fizyki i Chemii Uniwersytetu Łódzkiego. Uzyskiwał następnie stopnie doktora i doktora habilitowanego nauk fizycznych, a w 2007 tytuł profesora nauk fizycznych. Pracuje na stanowisku profesora zwyczajnego Uniwersytetu Wrocławskiego. Zawodowo związany z Instytutem Fizyki Teoretycznej UWr, gdzie doszedł do stanowiska profesora zwyczajnego. Objął też stanowisko kierownika Zakładu Teorii Cząstek Elementarnych. Specjalizuje się w modelach teoriopolowych i statystycznych, teorii cząstek elementarnych oraz zderzeniach ciężkich jonów.
W latach 80. związał się z opozycją demokratyczną. We wrześniu tegoż roku wstąpił do „Solidarności”, był członkiem komitetu założycielskiego na UWr, następnie przewodniczącym komisji zakładowej. Po wprowadzeniu stanu wojennego przewodniczył komitetowi strajkowemu na UWr. Pozostawał w ukryciu do stycznia 1982, po ujęciu internowano go na okres około półtora miesiąca. Kontynuował działalność podziemną, za co był m.in. tymczasowo aresztowany na przełomie listopada i grudnia 1982, a także wielokrotnie zatrzymywany. W latach 80. współpracował z redakcjami podziemnych pism, w 1989 ponownie został przewodniczącym uczelnianych struktur związku.
W lipcu 1990 został przewodniczącym zespołu statutowego ROAD podczas rady założycielskiej tego ugrupowania. W latach 1991–1997 był posłem na Sejm I i II kadencji wybranym z listy ogólnopolskiej kandydatów w okręgach wrocławskich: nr 11 i nr 50 z ramienia Unii Demokratycznej, reprezentując okręg wyborczy Wrocławiu. Pracował m.in. w Komisji Edukacji, Nauki i Postępu Technicznego oraz Komisji Regulaminowej i Spraw Poselskich. W latach 1997–2001 z ramienia Unii Wolności zajmował funkcję członka Trybunału Stanu. W 1998 nieskutecznie kandydował do Sejmiku Województwa Dolnośląskiego z listy UW. W 2005 na krótko przystąpił do Partii Demokratycznej, później pozostał bezpartyjny. W wyborach samorządowych w 2006 bez powodzenia kandydował do rady miasta Wrocławia z listy Komitetu Wyborczego Wyborców Rafała Dutkiewicza.
Pełnił w latach 1997–2009 funkcję pełnomocnika prezydenta Wrocławia ds. kontaktów z uczelniami wyższymi, został prezesem Stowarzyszenia Absolwentów Uniwersytetu Wrocławskiego.
W maju 2017 został zastępcą przewodniczącego głównego sądu koleżeńskiego Komitetu Obrony Demokracji.

## Odznaczenia
Odznaczony Krzyżem Oficerskim Orderu Odrodzenia Polski (2009) oraz Medalem Komisji Edukacji Narodowej (1997).
W 2015 został uhonorowany Krzyżem Wolności i Solidarności, jednak odmówił jego przyjęcia, motywując to oceną działań prezydenta Andrzeja Dudy w sporze dotyczącym Trybunału Konstytucyjnego, uznając je za świadome naruszanie Konstytucji RP.